# Edward Hennig
Pour les articles homonymes, voir Hennig.
Edward August Hennig (13 octobre 1879 – 28 août 1960) était un gymnaste américain qui a été champion olympique aux Jeux olympiques de 1904.

## Palmarès

### Jeux olympiques
- Saint-Louis 1904
  -  médaille d'or à la barre fixe
  -  médaille d'or au club swinging